# Lasioptera tomentosae
Lasioptera tomentosae är en tvåvingeart som först beskrevs av Grover 1967.  Lasioptera tomentosae ingår i släktet Lasioptera och familjen gallmyggor. Inga underarter finns listade i Catalogue of Life.